# クリストフェル・ロッキア
クリストフェル・ロッキア（Christopher Rocchia, 1998年2月1日 - ）は、フランスのサッカー選手。ポジションはDF。ディジョンFCO所属。

## 経歴
2018年11月29日、アイントラハト・フランクフルト戦でデビュー。
2019年1月、FCソショーに期限付き移籍。翌シーズンもマルセイユでのトップチーム登録が望めないことから再度期限付き移籍した。

## 人物
コモロ連合の血を引いている。